# ویل ویتون
ریچارد ویلیام "ویل" ویتون سوم (به انگلیسی: Richard William "Wil" Wheaton III) بازیگر و نویسنده آمریکایی است. او به خاطر بازی در سریال پیشتازان فضا: نسل بعدی مشهور شده‌است.

## گزیده فیلم‌شناسی
فهرست برخی از فیلم‌هایی که ویل ویتون در آنها به ایفای نقش پرداخته است:
- راز نیمح (صداپیشه)
- سیستم دوستی
- نفرین
- کنار من بمان
- فلابر
- پیشتازان فضا: نمسیس
- پایتون
- پیشتازان فضا
- بازی‌های ویدئویی: فیلم
- پیشتازان فضا: نسل بعدی (مجموعه تلویزیونی)
- سریال تئوری بیگ بنگ(در نقش خودش)
- ستیزه‌جویان